# Mehmet Ekici
Mehmet Ekici (n. 25 martie 1990, München, Germania) este un mijlocaș aflat sub contract cu Trabzonspor.